# Morgan (Utah)
Morgan is een plaats (city) in de Amerikaanse staat Utah, en valt bestuurlijk gezien onder Morgan County.

## Demografie
Bij de volkstelling in 2000 werd het aantal inwoners vastgesteld op 2635.
In 2006 is het aantal inwoners door het United States Census Bureau geschat op 3101, een stijging van 466 (17,7%).

## Geografie
Volgens het United States Census Bureau beslaat de plaats een oppervlakte van
8,3 km², geheel bestaande uit land. Morgan ligt op ongeveer 1545 m boven zeeniveau.

## Plaatsen in de nabije omgeving
De onderstaande figuur toont nabijgelegen plaatsen in een straal van 24 km rond Morgan.